# 奧德 (內布拉斯加州)
奧德（英語：Ord）是一個位於美國內布拉斯加州瓦利縣的城市。根據2010年美國人口普查，該地共人口2112人，而該地的面積約為5.44平方千米。同時該地也是瓦利縣的縣治。

## 地理
奧德的座標為41°36′09″N 98°55′48″W / 41.60250°N 98.93000°W，而該地的平均海拔高度為625米（即2051英尺）。